# Puto nulliporus
Puto nulliporus är en insektsart som beskrevs av Mckenzie 1960. Puto nulliporus ingår i släktet Puto och familjen ullsköldlöss. Inga underarter finns listade i Catalogue of Life.